# Schefflera bracteolifera
Schefflera bracteolifera är en araliaväxtart som beskrevs av David Gamman Frodin. Schefflera bracteolifera ingår i släktet Schefflera och familjen araliaväxter. Inga underarter finns listade.